# Маргіт Рюйтель
Маргіт Рйтель (нар. 4 вересня 1983) — колишня естонська тенісистка.
Найвищу одиночну позицію світового рейтингу — 158 місце досягла 12 січня 2009, парну — 192 місце — 9 квітня 2007 року.
Здобула 6 одиночних та 7 парних титулів.
Завершила кар'єру 2015 року.

## Фінали ITF
| Легенда          |
| ---------------- |
| Турніри $100,000 |
| Турніри $75,000  |
| Турніри $50,000  |
| Турніри $25,000  |
| Турніри $10,000  |

### Одиночний розряд: 12 (6–6)
| Результат | W–L | Дата     | Турнір                          | Покриття   | Суперниця           | Рахунок       |
| --------- | --- | -------- | ------------------------------- | ---------- | ------------------- | ------------- |
| Поразка   | 0–1 | Чер 2000 | ITF Таллінн, Естонія            | Ґрунт      | Кая Канепі          | 1–6, 2–6      |
| Поразка   | 0–2 | Січ 2001 | ITF Бостад, Швеція              | Тверде (i) | Мартіна Мюллер      | 2–6, 0–6      |
| Перемога  | 1–2 | Бер 2001 | ITF Барі, Італія                | Ґрунт      | Ева Фіслова         | 3–6, 6–3, 6–1 |
| Поразка   | 1–3 | Лис 2003 | ITF Стокгольм, Швеція           | Тверде (i) | Анн-Лор Ейтц        | 6–3, 1–6, 4–6 |
| Перемога  | 2–3 | Жов 2004 | ITF Глазго, Велика Британія     | Тверде (i) | Сібіль Баммер       | 3–6, 6–1, 7–5 |
| Поразка   | 2–4 | Жов 2004 | ITF Сандерленд, Велика Британія | Тверде (i) | Тессі ван де Вен    | 6–4, 0–6, 3–6 |
| Перемога  | 3–4 | Лис 2005 | ITF Сандерленд, Велика Британія | Тверде (i) | Пія Суомалайнен     | 7–5, 6–0      |
| Перемога  | 4–4 | Гру 2005 | ITF Валашке Мезиржичі, Чехія    | Тверде (i) | Ева Грдінова        | 6–0, 6–2      |
| Перемога  | 5–4 | Кві 2006 | ITF Патри, Греція               | Тверде     | Мервана Югич-Салкич | 6–3, 4–6, 6–2 |
| Поразка   | 5–5 | Лип 2007 | ITF Монтероні-д'Арбія, Італія   | Ґрунт      | Аліса Клейбанова    | 1–6, 5–7      |
| Перемога  | 6–5 | Вер 2008 | ITF Гельсінкі, Фінляндія        | Тверде (i) | Ліна Станчюте       | 6–4, 6–7, 7–6 |
| Поразка   | 6–6 | Чер 2010 | ITF Щецин, Польща               | Ґрунт      | Магда Лінетт        | 2–6, 0–6      |

### Парний розряд: 12 (7–5)
| Результат | W–L | Дата            | Турнір                         | Покриття   | Партнерка                 | Суперниці                           | Рахунок          |
| --------- | --- | --------------- | ------------------------------ | ---------- | ------------------------- | ----------------------------------- | ---------------- |
| Перемога  | 1.  | 13 серпня 2000  | ITF Ріміні, Італія             | Тверде     | Марет Ані                 | Жофія Губачі Ніколь Ремі            | 3–6, 6–3, 7–5    |
| Перемога  | 2.  | 8 липня 2001    | ITF Періге, Франція            | Ґрунт      | Ліга Декмеєре             | Кільдін Шевальє Даніела Олівера     | 6–4, 6–1         |
| Поразка   | 3.  | 17 лютого 2002  | ITF Каунас, Литва              | Тверде (i) | Ілона Полякова            | Дарія Чемарда Ірина Коткіна         | 0–6, 3–6         |
| Поразка   | 4.  | 24 березня 2002 | ITF Рим, Італія                | Ґрунт      | Кароліне Анн Базу         | Клаудія Івоне Флавія Пеннетта       | 3–6, 4–6         |
| Перемога  | 5.  | 22 вересня 2005 | ITF Глазго, Велика Британія    | Тверде (i) | Олена Балтача             | Енн Кеотавонг Карен Патерсон        | 6–3, 6–7(2), 6–2 |
| Поразка   | 6.  | 10 грудня 2005  | ITF Пршеров, Чехія             | Килим (i)  | Грета Арн                 | Луціє Градецька Габріела Хмелінова  | 6–3, 4–6, 4–6    |
| Перемога  | 7.  | 3 квітня 2006   | ITF Афіни, Греція              | Ґрунт      | Ольга Брозда              | Габріела Нікулеску Моніка Нікулеску | 2–6, 6–4, 6–2    |
| Поразка   | 8.  | 27 вересня 2006 | ITF Ноттінгем, Велика Британія | Тверде     | Кеті О'Браєн              | Карен Патерсон Мелані Саут          | 2–6, 6–2, 6–7(1) |
| Перемога  | 9.  | 12 жовтня 2006  | ITF Джерсі, Велика Британія    | Тверде (i) | Кеті О'Браєн              | Вероніка Хвойкова Клер Петерзан     | 7–5, 6–4         |
| Поразка   | 10. | 19 жовтня 2006  | ITF Глазго, Велика Британія    | Тверде (i) | Кеті О'Браєн              | Вероніка Хвойкова Ліга Декмеєре     | 4–6, 3–6         |
| Перемога  | 11. | 24 березня 2007 | ITF Тенерифе, Іспанія          | Тверде     | Андреа Сестіні Главачкова | Вероніка Хвойкова Петра Цетковська  | 2–3 ret.         |
| Перемога  | 12. | 8 вересня 2007  | ITF Местре, Італія             | Ґрунт      | Аліса Клейбанова          | Мервана Югич-Салкич Дар'я Кустова   | 6–2, 7–5         |